# Club Esportiu Xinoxano Orientació
El Club Esportiu Xinoxano Orientació és un club esportiu de curses d'orientació de Barcelona fundat el 1996.
És un dels quatre clubs amb més renom de Catalunya, que va ser fundat el 1996 per Marc Canals Borràs, el qual ha estat l'únic president, i per Carles Boldú. El Club Esportiu Xinoxano Orientació fou el primer club català que conquerí el Campionat de clubs en BTT-O (Orientació en bicicleta de muntanya) de la Lliga espanyola l'any 1999, disciplina en la qual alguns dels seus socis són membres de la selecció estatal. Entre les competicions que organitza destaca l'anomenada 2 Dies dels Pirineus, que el 2022 celebrà la seva 23a edició. La edició del 2021 va tenir lloc en un entorn d'alta muntanya (entre 1800 i 2300 metres) a la zona de Guils Fontanera, a la Cerdanya. El Club Xinoxano també organitzà el primer Campionat de Catalunya d'Ski-O (Orientació amb esquis) el 1999 a la Rabassa, Andorra, i diferents raids d'aventura, com el Campionat d'Espanya de l'any 2009, disputat a la Costa Daurada. L'any 2009 el club Xinoxano introduí a Catalunya l'especialitat de rogaining, a L'Espluga Calba, un esport d'equip practicat camp a través que consisteix en la disputa de curses a peu de llarga distància sense un itinerari establert, amb una duració màxima de 24 hores. En la disciplina de raids d'esports d'aventura cal destacar els bons resultats assolits al 'Raid verd' i especialment els dels socis del club Eduard Barceló Mendoza i Mònica Aguilera i Viladomiu, com a membres dels equips campions de la Copa del Món de raids d'aventura els anys 2000 i 2001.